# Локно (Орловская область)
Локно — село в Знаменском районе Орловской области России. 
Входит в Знаменское сельское поселение в рамках организации местного самоуправления и в Знаменский сельсовет в рамках административно-территориального устройства.

## География
Расположено в 9 км к северо-востоку от райцентра, села Знаменское, и в 44 км к северо-западу от центра города Орёл.

## Население
| 2002 | 2010 |
| ---- | ---- |
| 294  | ↘226 |

Согласно результатам переписи 2002 года, в национальной структуре населения русские составляли 85 % от жителей.